# 静岡県立小山高等学校
静岡県立小山高等学校（しずおかけんりつ おやまこうとうがっこう）は、静岡県駿東郡小山町竹之下に位置する県立高等学校（沼津・駿東学区）。

## 設置学科
- 全日制普通科
- 定時制普通科

## 沿革
- 1979年（昭和54年） - 県教育委員会が1985年（昭和60年）度沼津・駿東学区に高等学校新設を発表
- 1984年（昭和59年） - 県議会にて校名を静岡県立小山高等学校とすることを議決
- 1985年（昭和60年） - 静岡県立御殿場高等学校小山町立小山分校(定時制課程)を統合併設し、開校
- 2004年（平成16年） - 20周年記念行事
- 2014年（平成26年） - 30周年記念行事

## 校訓
- 自尊

## 教育目標
- いかなる時代にもたくましく生き抜ける人間の育成

## 校技
- 男子1年・女子2年 - 茶道
- 女子1年・男子2年 - 弓道

## 特徴
- 2年進級時に理系・文系に分かれる。
- 体育授業時や体育行事でB'zの『BAD COMMUNICATION』を用いた準備体操が行われている。(約7分半)

## 交通
- JR御殿場線足柄駅より徒歩15分
  - 富士急モビリティ:御殿場駅行(高校発平日朝夕各1本のみの運行)[1]。
  - 小山町コミュニティバス (PDF) :足柄ルート・須走ルートで5分

## 主な行事
- 入学式（4月上旬） - 本学体育館にて新入生とその保護者と教員のみで行われていたが、現在は吹奏楽部員も参加している。
- 学年行事（4月下旬） - 1年生は町内探索、2年生、3年生は毎年様々な場所で校外学習を行う。
- 笙陵祭（6月上旬） - 文化祭2日+体育祭1日の計3日間にわたって行われる。1日目の文化祭は学校関係者だけで行われて主にステージ発表と校内展示見学である。2日目の文化祭は一般公開されている。3日目の体育祭は色別に学年の枠を超えてひとつのチームになる。
- 野球応援（7月中旬～） - 応援団+吹奏楽部+ダンス部+1・2・3年生希望者が野球部を応援する。
- 球技大会（10月中旬） - ソフトボール・フットサル・バレーボール・バスケットボール・テニス・卓球男女に分かれ、各HRごと試合をする。
- 文化行事（11月中旬） - 文化芸術を実際に鑑賞する。音楽・劇・落語が繰り返される。
- クロスカントリー大会（11月下旬） - 22.8kmのクロスカントリーを行う。男女各20位以内が入賞となる。
- 百人一首大会（3学期始業式後） - 毎年伝統的に行われている。体育館で何人かの先生が順番で札を読み、各クラス8グループに分かれ、他のHRのグループと戦う。HRの総計が得点となる。
- 卒業式（3月1日） - 全校生徒・教職員・保護者が参列する。

## 著名な出身者
- 藤田憲右（トータルテンボス）